# Stadion Gurzelen
Das Stadion Gurzelen befindet sich in der Schweizer Stadt Biel im Stadtteil Champagne. Das Fussballstadion war die Heimstätte des FC Biel-Bienne. Bis September 2009 hatte der Bieler Fechtclub seine Lokalität unter der Tribüne des Stadions.

## Geschichte
Das Stadion wurde 1913 fertiggestellt und bietet 15'000 Zuschauern Platz. An beiden Längsseiten des Fussballfeldes befindet sich je eine gedeckte Tribüne. An den Stirnseiten des Fussballplatzes sind die Plätze nicht gedeckt. Seit jeher wurde auf Naturrasen gespielt.
Seit Mitte 2015 spielt der FC Biel-Bienne nicht mehr im Stadion Gurzelen, sondern in der 2015 fertig gebauten Tissot Arena in Biel. Seit 2016 wird das Stadion als temporärer Freiraum genutzt (bis auf dem Areal ein neues Quartier gebaut wird). Der Verein Terrain Gurzelen betreibt seit 2016 die Zwischennutzung.